# Erlen TG
| TG ist das Kürzel für den Kanton Thurgau in der Schweiz. Es wird verwendet, um Verwechslungen mit anderen Einträgen des Namens Erlen zu vermeiden. |

Erlen ist eine politische Gemeinde und eine Ortschaft im Bezirk Weinfelden des Schweizer Kantons Thurgau.
Die seit 1995 bestehende politische Gemeinde umfasst die einstige Munizipalgemeinde Erlen mit deren ehemaligen Ortsgemeinden Buchackern, Engishofen, Ennetaach, Erlen und Kümmertshausen sowie die zuvor zur ehemaligen Munizipalgemeinde Sulgen gehörende ehemalige Ortsgemeinde Riedt. Das Strassendorf mit den Ortsteilen Erlen-Dorf, Eestäge und Eppishausen an der Hauptstrasse Weinfelden–Amriswil und deren Kreuzung mit der Strasse nach Konstanz ist seit 1950 immer stärker zusammengewachsen.

## Geschichte

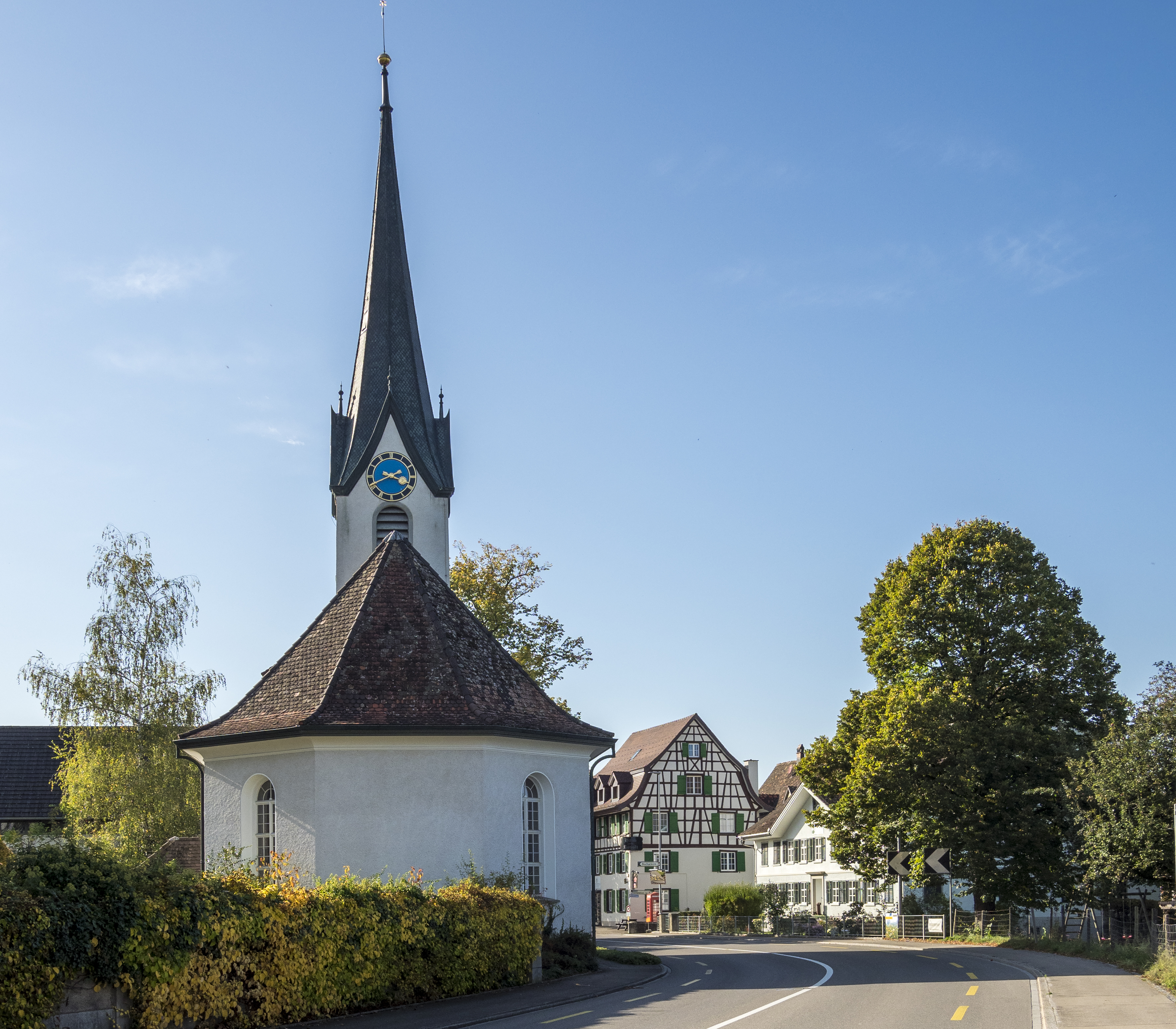
Reformierte Kirche

Eestäge wurde 838 erstmals als Escislec erwähnt. Vor 1798 gehörte Erlen in die sogenannten Hohen Gerichte, die dem eidgenössischen Landvogt im Thurgau direkt unterstanden. Eppishausen und ein Haus in Erlen zählten zur Gerichtsherrschaft Eppishausen, während Eestäge als äbtisch-sankt-gallisches Lehen zur Herrschaft Oberaach gehörte und bis 1812 eine eigene Gemeinde bildete.
1764 wurde in Erlen, das bis dahin stets zur Pfarrei Sulgen gehört hatte, die reformierte Kirche gebaut, 1819 ein Begräbnisplatz und eine eigene Kirchenverwaltung geschaffen, bis 1992 die vollständige Lösung von Sulgen erfolgte. Die Katholiken der Gemeinde gehören zu Sulgen.
Erlen erlangte im 17. und 18. Jahrhundert grössere Bedeutung durch Leinwandhandel und Färberei. Die 1652 von Schocherswil zugezogene Familie Brunschweiler förderte die Verbreitung von Spinnen und Weben als Heimindustrie und brachte Erlen einen wirtschaftlichen Aufschwung. Im 19. Jahrhundert kam die mechanische Stickerei als industrielles Gewerbe hinzu. Grosse soziale und strukturelle Veränderungen erfuhr Erlen seit 1951, als sich mit der Lista AG ein expandierendes Stahlbauunternehmen ansiedelte.
Zwischen 1948 und 1951 wurde in Erlen viermal die Automobilrennsportveranstaltung Preis der Ostschweiz ausgetragen.
→ siehe auch Abschnitte Geschichte in den Artikeln
Buchackern, Engishofen, Ennetaach, Eppishausen TG, Kümmertshausen und Riedt (Erlen).

## Wappen
Blasonierung: In Rot ein gelber Erlenzweig mit fünf Blättern und zweimal drei Früchten.
Es handelt sich um ein redendes Wappen in den Farben der Landvogtei, der das Dorf Erlen als sogenanntes Hohes Gericht in der Zeit vor 1798 unmittelbar unterstand.

## Bevölkerung
| Hier fehlt eine Grafik, die leider im Moment aus technischen Gründen nicht angezeigt werden kann. Wir arbeiten daran! |

|                     | 1870  | 1950  | 1970  | 1990  | 2000  | 2010  | 2018  | 2023   |
| ------------------- | ----- | ----- | ----- | ----- | ----- | ----- | ----- | ------ |
| Politische Gemeinde |       |       |       |       | 3068  | 3176  | 3737  | 3919   |
| Munizipalgemeinde   | 1127  | 1453  | 1857  | 2298  |       |       |       |        |
| Ortsgemeinde        | 431   | 611   | 1006  | 1232  |       |       |       |        |
| Quelle              | [ 7 ] | [ 7 ] | [ 7 ] | [ 7 ] | [ 9 ] | [ 9 ] | [ 9 ] | [ 10 ] |

Von den insgesamt 3919 Einwohnern der Gemeinde Erlen am 31. Dezember 2023 waren 1115 bzw. 28,5 % ausländische Staatsbürger. 1159 (29,6 %) waren evangelisch-reformiert und 983 (25,1 %) römisch-katholisch. Die Ortschaft Erlen zählte zu diesem Zeitpunkt 1924 Bewohner.

## Sehenswürdigkeiten

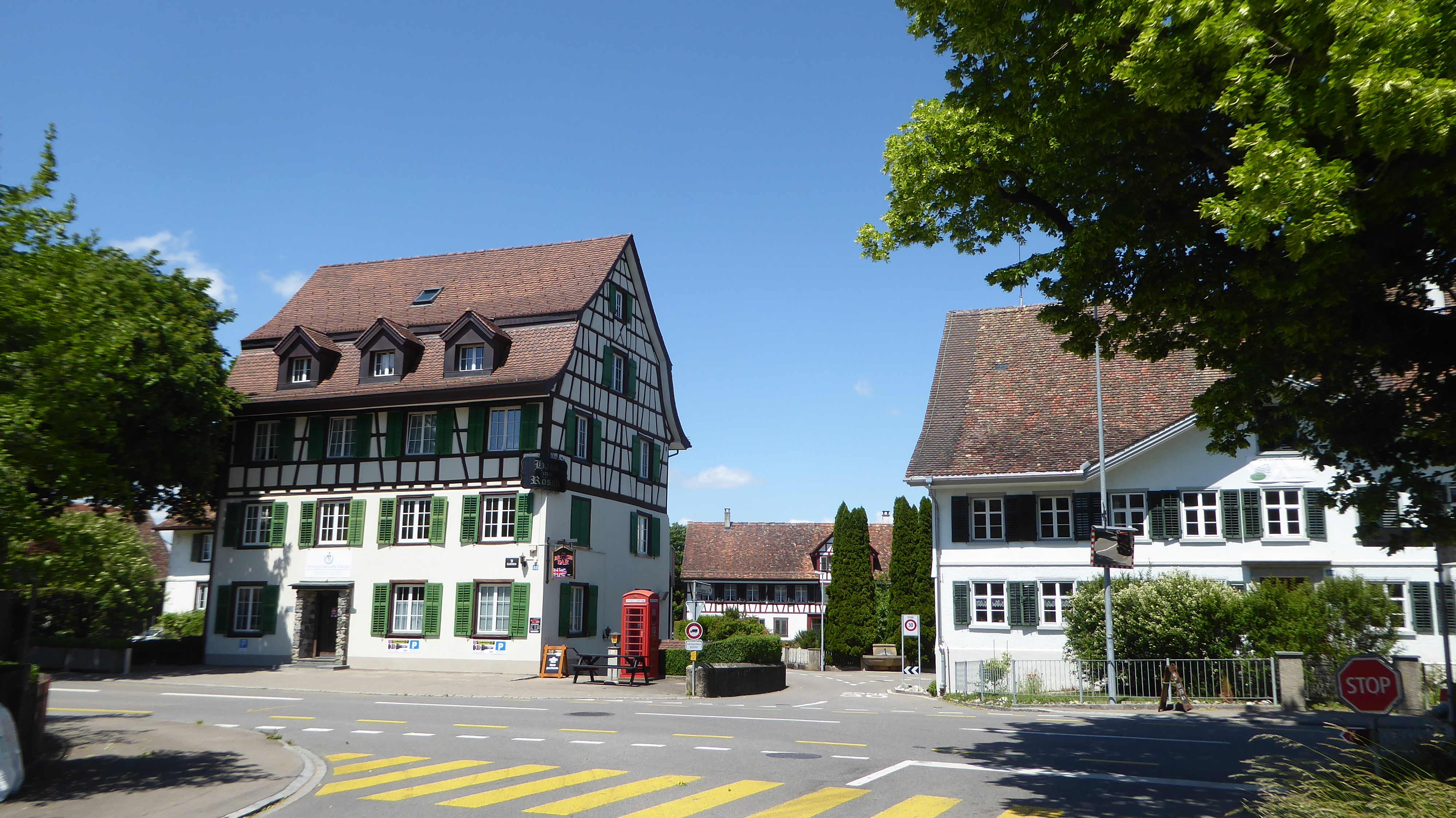
Dorfzentrum

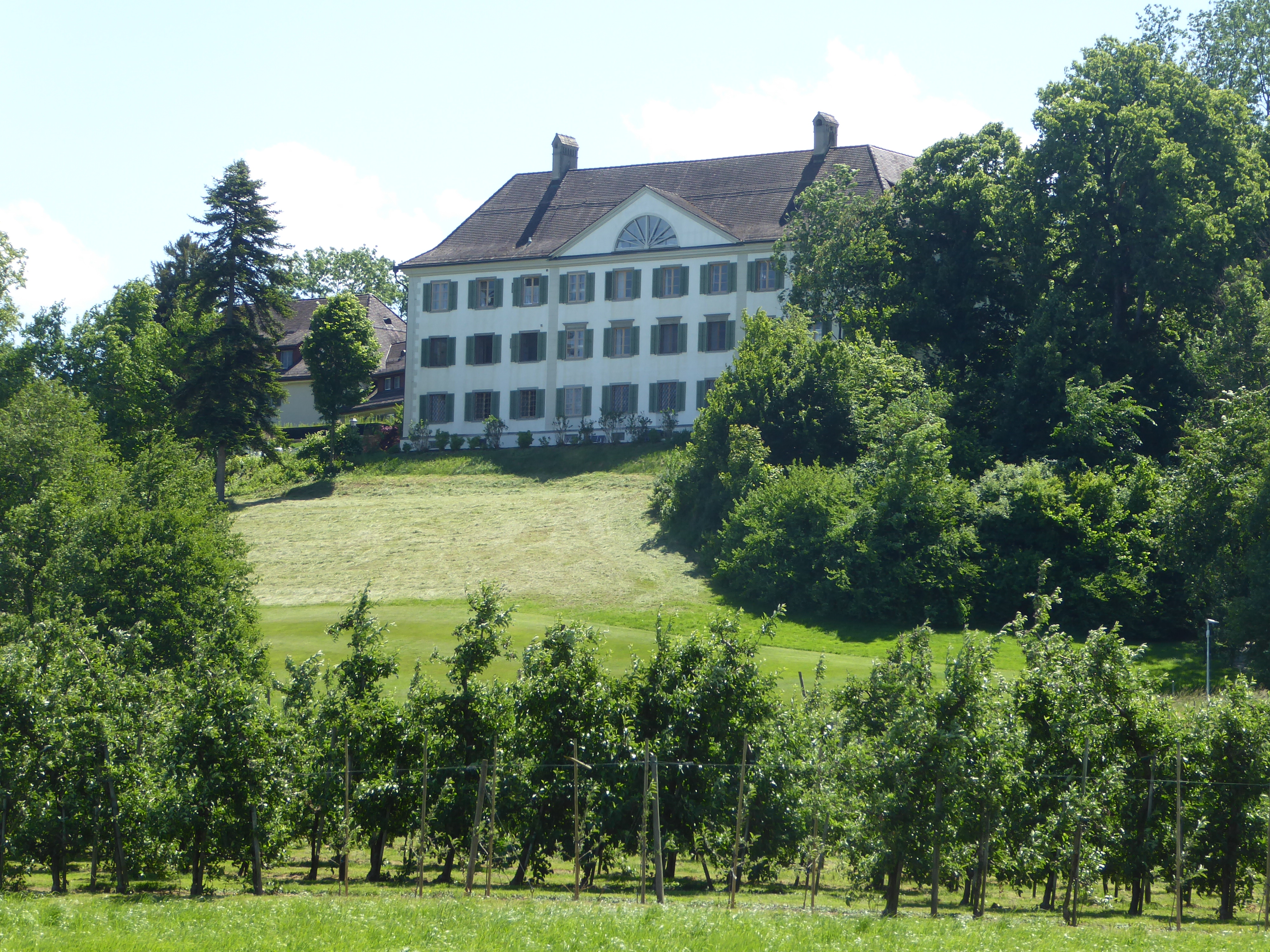
Schloss Eppishausen

Das Dorf Erlen-Eppishausen ist im Inventar der schützenswerten Ortsbilder der Schweiz aufgeführt.
- Reformierte Kirche Erlen, Bauwerk von Johann Ulrich Grubenmann
- Schloss Eppishausen

## Persönlichkeiten
- Johann Joachim Brunschweiler (1759–1830), Unternehmer
- Jenny von Droste zu Hülshoff (1795–1859)
- Joseph von Laßberg (1770–1855), Germanist und Schriftsteller
- Noelle Maritz (* 1995), Fussballspielerin

## Wirtschaft

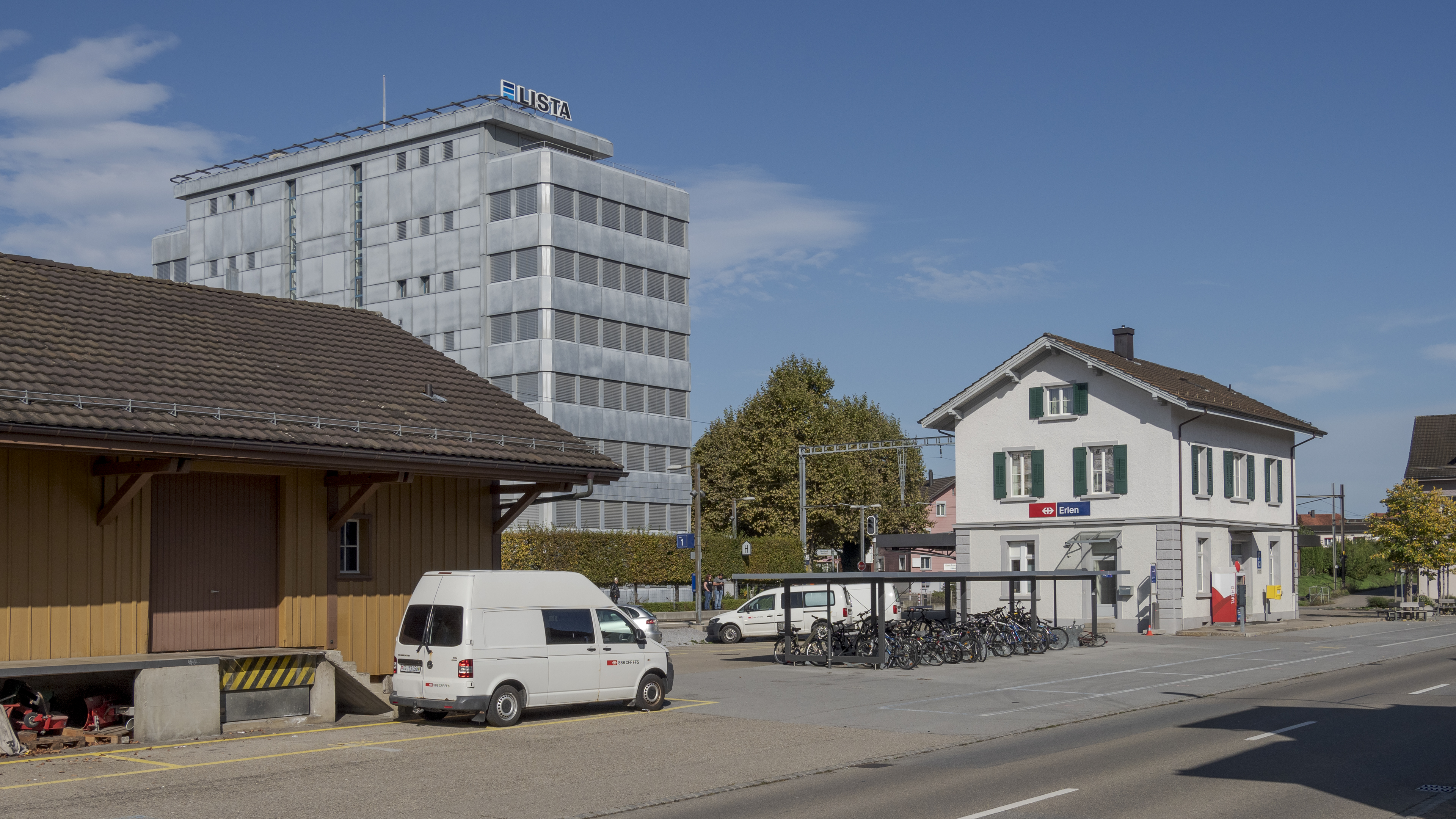
Bahnhof Erlen und Bürohaus der Lista AG

Erlen ist Hauptsitz der Lista Holding. Die Firma ist im Bereich von Büro-, Betriebs- und Lagereinrichtungen international tätig und beschäftigte 2004 ca. 350 Arbeitskräfte in Erlen.
Im Jahr 2016 bot Erlen 1090 Personen Arbeit (umgerechnet auf Vollzeitstellen). Davon waren 9,5 % in der Land- und Forstwirtschaft, 54,1 % in Industrie, Gewerbe und Bau sowie 36,5 % im Dienstleistungssektor tätig.